# SA Chania
SA Chania (gr. Σκακιστική Ακαδημία Χανίων, Skakistiki Akadimia Chanion) – grecki klub szachowy z siedzibą w Chanii.

## Historia
Akademia została założona w 1997 roku. W 2004 roku klub zadebiutował w Alpha Ethniki. W 2010 roku klub zajął trzecie miejsce w lidze, ulegając jedynie PS Peristeri i AO Kydon Chania. W tym samym roku klub zadebiutował w Pucharze Europy, zajmując w rozgrywkach 33. miejsce. W sezonie 2016 zespół zajął piąte miejsce w lidze. W tym samym roku SA Chania uczestniczył w Pucharze Europy. Klub wygrał dwa mecze, z wyżej notowanymi Schakklubben av 1911 i Ežerėlio vaivorykštė Kowno, zremisował z również wyżej notowanymi KSK Rochade Eupen-Kelmis i Skanderborg SK, a przegrał trzy spotkania, uzyskując w rozgrywkach 42. miejsce. Rok później zespół zajął czwarte miejsce w mistrzostwach kraju. W Pucharze Europy SA Chania wygrał jedynie z KSH Dardania i Adare Chess Club, a przegrał pięć spotkań, kończąc rozgrywki na czwartym od końca, 33. miejscu. Sezon 2018 klub ponownie zakończył na czwartej pozycji w lidze. W Pucharze Europy klub wygrał trzy mecze i zajął 45. miejsce. W sezonie 2019 trzeci raz z rzędu klub zajął czwarte miejsce w lidze. W sezonie 2023 SA Chania ukończył rozgrywki ligowe na piątej pozycji. W tym samym roku w Pucharze Europy zespół został sklasyfikowany na 52. miejscu. 

## Arcymistrzowie w historii klubu
- Alberto David[16]
- Surya Ganguly[17]
- Ernesto Inarkijew[18]
- Zwiad Izoria[19]
- Jurij Kryworuczko[20]
- Nikolas Teodoru[21]